# Arbogóralek drzewny
Arbogóralek drzewny, góralek drzewny (Dendrohyrax arboreus) – gatunek ssaka z rodziny góralkowatych (Procaviidae).

## Taksonomia
Gatunek po raz pierwszy zgodnie z zasadami nazewnictwa binominalnego opisał w 1827 roku szkocki zoolog Andrew Smith, nadając mu nazwę Hyrax arboreus. Miejsce typowe to lasy Przylądka Dobrej Nadziei, Prowincja Przylądkowa Zachodnia, Południowa Afryka.
Granice taksonomiczne podgatunków są słabo zdefiniowane i wymagają dalszych badań. Rozpoznano siedem podgatunków. Podstawowe dane taksonomiczne podgatunków (oprócz nominatywnego) przedstawia poniższa tabelka:
| Podgatunek             | Oryginalna nazwa                         | Autor i rok opisu         | Miejsce typowe                                                                                               | Holotyp |
| ---------------------- | ---------------------------------------- | ------------------------- | --- | --- |
| D. a. adolfifriederici | Procavia (Dendrohyrax) adolfi-friederici | Brauer, 1913              | Las Bugoie, na północ od jeziora Kiwu, Demokratyczna Republika Konga.                                        | Okaz typowy pochodzi prawdopodobnie ze zbiorów Muzeum Historii Naturalnej w Berlinie.                                                                                              |
| D. a. bettoni          | Procavia bettoni                         | O. Thomas & Schwann, 1904 | Rogoro, 4 mi (6 km) na wschód od Kikuyu, w pobliżu Nairobi, Kenia.                                           | Młodociany samiec (sygnatura BMNH 1900.1.3.5) ze zbiorów Muzeum Historii Naturalnej w Londynie; okaz zebrany 24 czerwca 1899 roku przez Charlesa Bettona.                          |
| D. a. braueri          | Dendrohyrax arboreus braueri             | Hahn, 1933                | „Elisabethville” (obecnie Lubumbashi) (11°24′S 27°18′E/-11,400000 27,300000), Demokratyczna Republika Konga. | Płaska skóra, czaszka i niekompletny szkielet pozaczaszkowy dorosłego samca (sygnatura RMCA 4888) ze zbiorów Królewskiego Muzeum Afryki Środkowej; okaz zebrany w marcu 1919 roku. |
| D. a. crawshayi        | Procavia (Dendrohyrax) crawshayi         | O. Thomas, 1900           | Zachodnie zbocze góry Kenia, na wysokości 10 000 ft (3048 m), Kenia.                                         | Samiec (sygnatura BMNH 1900.4.1.41) ze zbiorów Muzeum Historii Naturalnej w Londynie; okaz zebrany 7 września 1899 roku.                                                           |
| D. a. ruwenzorii       | Procavia (Dendrohyrax) ruwenzorii        | O. Neumann, 1902          | Wschodnie Ruwenzori, na wysokości 11 000 ft (3353 m)–15 000 ft (4572 m), Uganda.                             | Samica (sygnatura BMNH 1901.8.9.43) ze zbiorów Muzeum Historii Naturalnej w Londynie; okaz zebrany we wrześniu 1899 roku przez Harry’ego Johnstona.                                |
| D. a. stuhlmanni       | Procavia stuhlmanni                      | Matschie, 1892            | Bukoba, Jezioro Wiktorii, Tanzania.                                                                          | Trzy okazy (dwa samce i samica) zebrane przez Mehmeda Emina Paszę w grudniu 1890 roku i styczniu 1891 roku.                                                                        |

### Etymologia
- Dendrohyrax: gr. δενδρον dendron ‘drzewo’; rodzaj Hyrax Hermann, 1783 (góralek)[29].
- arboreus: łac. arboreus ‘nadrzewny, z drzewa’, od arbor, arboris ‘drzewo’[30].
- adolfifriederici: Adolf Friedrich Albrecht Heinrich Herzog zu Mecklenburg (1873–1969), niemiecki przyrodnik, kolekcjoner, odkrywca w tropikalnej Afryce w latach 1907–1911, gubernator Togolandu w latach 1912–1914[31].
- bettoni: Charles Steuart Betton (1869–1937), angielski inżynier, kolekcjoner[7].
- braueri: prof. dr August Bernhard Brauer (1863–1917), niemiecki zoolog, którego głównymi obszarami zainteresowań były herpetologia i ichtiologia[32].
- crawshayi: kpt. Richard Crawshay (1862–1958), brytyjski oficer, łowca na grubego zwierza w Nyasalandzie w 1895 roku, kolekcjoner z Ziemi Ognistej z 1904 roku[33][34].
- ruwenzorii: góry Ruwenzori, Demokratyczna Republika Konga/Uganda[35].
- stuhlmanni: dr Franz Ludwig Stuhlmann (1863–1928), niemiecki przyrodnik, kolekcjoner z Afryki Wschodniej w latach 1886–1900[36][37].

## Zasięg występowania
Arbogóralek drzewny występuje w zależności od podgatunku:
- D. arboreus arboreus – Południowa Afryka (Prowincja Przylądkowa Wschodnia i KwaZulu-Natal).
- D. arboreus adolfifriederici – wschodnia Demokratyczna Republika Konga, południowo-zachodnia Uganda, Rwanda i Burundi.
- D. arboreus bettoni – Kenia.
- D. arboreus braueri – północno-wschodnia Angola, południowa Demokratyczna Republika Konga i Zambia.
- D. arboreus crawshayi – środkowa Kenia.
- D. arboreus ruwenzorii – północno-wschodnia Demokratyczna Republika Konga (Ruwenzori).
- D. arboreus stuhlmanni – południowo-zachodnia Kenia, Tanzania, południowo-wschodnia Demokratyczna Republika Konga, Malawi i Mozambik.

## Morfologia
Długość ciała 32–60 cm; masa ciała 1,7–4,5 kg. Sierść brązowa dłuższa niż u innych góralków, białawy w okolicach gruczołu grzbietowego. Budową ciała przypomina inne góralkowate.

## Ekologia
Arbogóralek drzewny żyje w lasach na drzewach, do wysokości nawet 4500 m n.p.m., zazwyczaj samotnie. Pod wieczór i wczesnym rankiem wydaje serię głośnych krzyków. Bardzo źle porusza się po ziemi, jest jednak doskonałym wspinaczem. Ciąża trwa 7 miesięcy. Zwykle rodzi się jedno lub dwa młode w miocie.
W odróżnieniu od góralka skalnego góralek drzewny żeruje w nocy, dzień przesypia w koronach drzew. Żywi się liśćmi, pędami i pąkami, czasem też owadami.

## Status zagrożenia
W Czerwonej księdze gatunków zagrożonych Międzynarodowej Unii Ochrony Przyrody i Jej Zasobów został zaliczony do kategorii LC (ang. least concern ‘najmniejszej troski’).